# Stanisław Skowronek

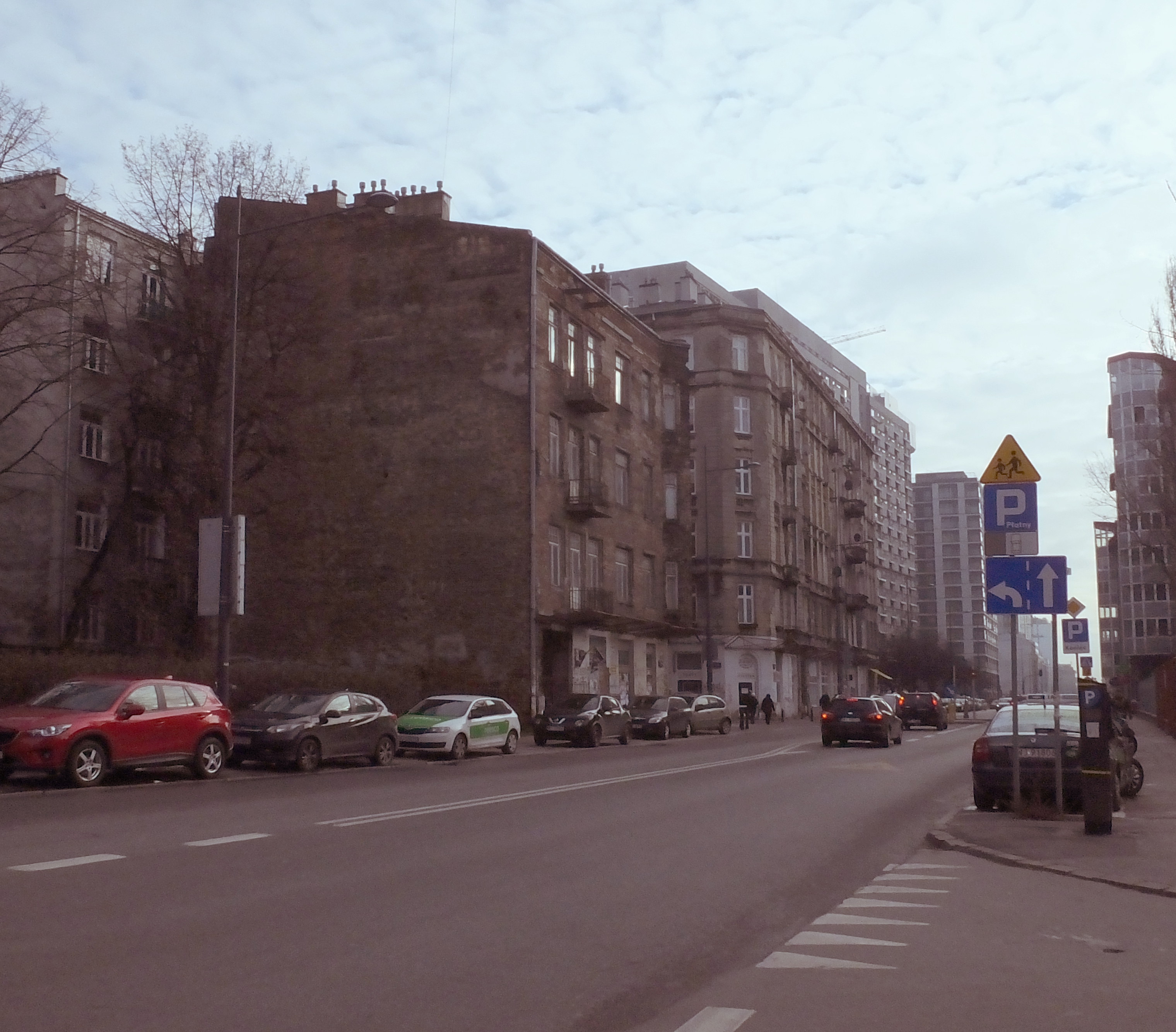
W tle warszawska kamienica przy ul. Żelaznej 64 (widok współczesny)

Stanisław Skowronek (ur. ok. 1906, zm. w listopadzie 1997) – polski elektryk, Sprawiedliwy wśród Narodów Świata.

## Życiorys
Przed wojną Stanisław Gałązka wraz z rodziną mieszkał w Białej Rawskiej koło Łodzi, gdzie sąsiadował z Zyslą Kuperszmid i jej córka Hanką. Podczas wojny pracował w elektrowni w Warszawie, natomiast jego żona Janina sprzedawała mydło w Hali Mirowskiej. Mieli córkę Hannę. Początkowo rodzina Skowronków mieszkała przy ulicy Łuckiej, potem przenieśli się do mieszkania przy Żelaznej 64.
Na początku wojny Zysla pracowała jako krawcowa, szyjąc ubrania dla Niemców. W 1942 nastąpiła likwidacja getta w Białej Rawskiej, wskutek czego razem z córką Hanią uciekła do Warszawy. W styczniu 1943 Stanisław zaoferował pomoc Zysli, której sytuacja finansowa pogarszała się. W tym czasie mieszkanie Skowronków przy ul. Łuckiej nie mogło pomieścić więcej domowników, dlatego zdecydowali się ulokować je w kryjówce przy Żelaznej 64, dokąd sami planowali przeprowadzkę w bliskim czasie. W kolejnych trzech miesiącach codziennie przynosili posiłki dla Zysli i Hani. W marcu 1943 Skowronkowie zamieszkali razem z ukrywanymi, co trwało do września 1944. Obie rodziny wspólnie przetrwały powstanie warszawskie, po czym Kuperszmidowie znaleźli się w obozie przejściowym w Pruszkowie, skąd kobiety zostały przetransportowane do Senftenberg. Do zakończenia wojny pracowały w miejscowej fabryce lamp samochodowych, po czym w 1945 wróciły do Białej Rawskiej. Później znalazły się w obozie przejściowym w Łodzi, następnie wyjechały do Izraela. Stanisław trafił do KL Sachsenhausen, przeżył wojnę i powrócił do rodziny, która przebywała w Białej Rawskiej.  
Po latach Zysla Kuperszmid odnowiła kontakt z rodziną Skowronków. Jej wspomnienia z okresu okupacji zostały wydane w 2002 po polsku pt. Przyjaciółki z ulicy Żelaznej. W 1973, na wniosek Zysli, Stanisław Skowronek wraz z żoną zostali odznaczeni medalem Sprawiedliwego wśród Narodów Świata. Ich córka otrzymała odznaczenie w 2001.